# Cibulačka

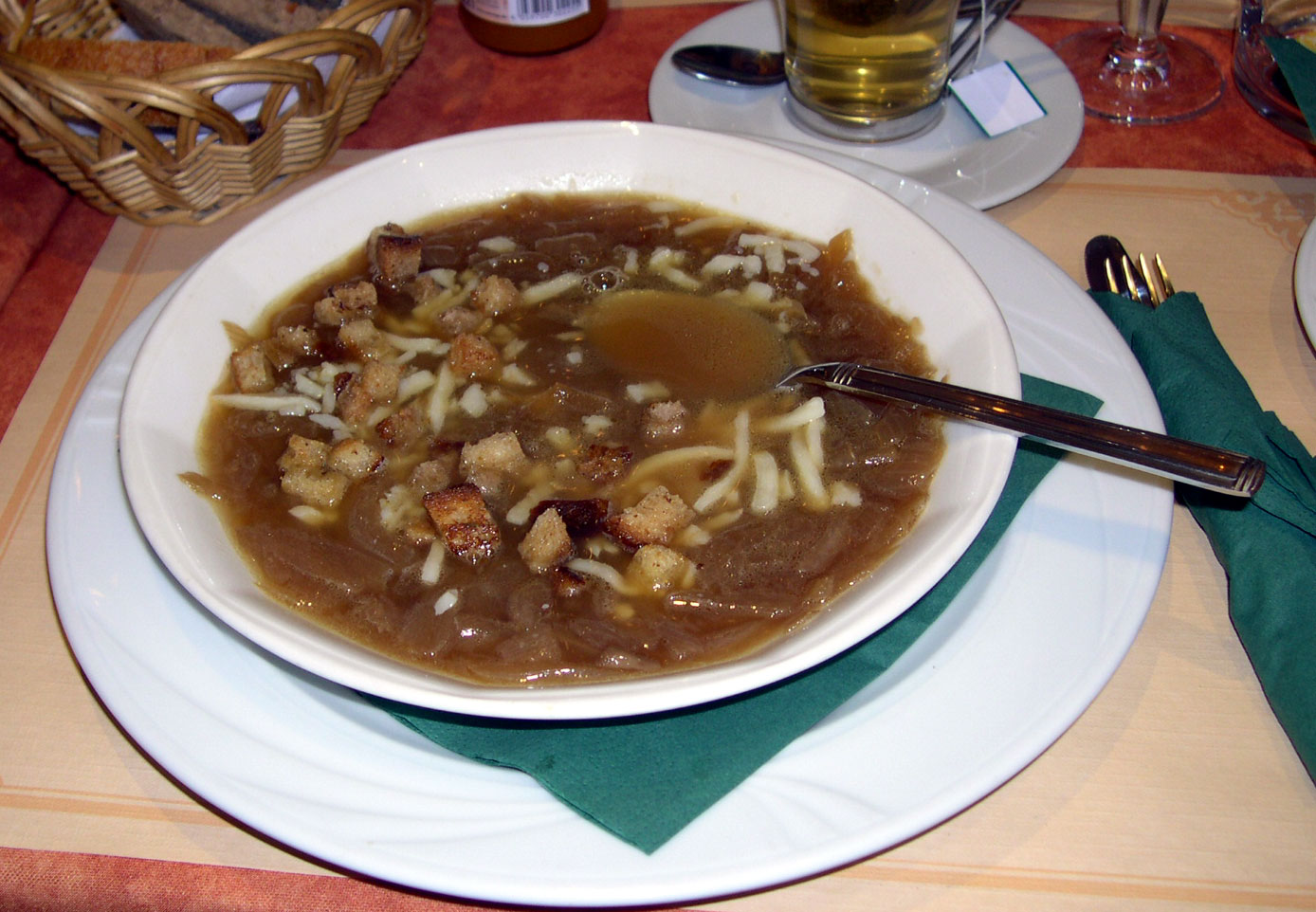
Cibulačka z Lucemburska (foceno 2005)

Cibulačka (též francouzská cibulačka, cibulajda apod.) je polévka původem z Francie. Sestává hlavně z cibule, vývaru (drůbeží, hovězí), bílého vína a dalších surovin. Také existuje spousta druhů této polévky vždy v názvu podle speciální ingredience jež se tam přidá: cibulačka se žampiony, smetanová cibulačka (se smetanou) apod.

## Původ
Pochází původně z Francie známá jako „Soupe à l’oignon gratinée“. V Paříži byla oblíbena za zimních měsíců jako polévka na zahřátí. Dnes je jednou z polévek, které se často vaří díky její rychlé a jednoduché přípravě.

## Příprava
Základ se skládá z orestované cibule uvařené v hovězím či drůbežím vývaru. Dalším způsobem připravy je osmažení cibule s cukrem a po zkaramelizování zalití vývarem. Dochucuje se bílým vínem. Další ingredience (tvrdý sýr, uzeninu, osmažené rohlíky, žampiony, brambory, česnek, …) si každý kuchař přidá sám dle libosti. Populárním doplňkem jsou osmažená rohlíková kolečka či toastíky (toastový chléb minimálně na 4 dílky a bez kůrky) posypané sýrem a zapečené.